# Lăng Quang Hưng
Lăng Quang Hưng (光興陵) là lăng mộ Từ Tiên Hiếu Triết Hoàng hậu Tống Thị Đôi, thứ phi của chúa Hiền Vương Nguyễn Phúc Tần (1620-1687), thân mẫu của chúa Nguyễn Phúc Thái. Lăng Quang Hưng nằm trong quần thể lăng Gia Long tại làng Định Môn, phường Long Hồ, quận Phú Xuân, thành phố Huế.

## Kiến trúc
Lăng tọa lạc trên một ngọn đồi, quay mặt về phía Tây Nam (tọa Dần hướng Thân), có kiến trúc khá đơn giản. Phần mộ được xây thành hai cấp, chung quanh được bao bọc bằng hai vòng thành hình chữ nhật. Trước lối đi là một tấm bình phong xây bằng gạch chỉ, hình cuốn thư, không trang trí họa tiết. Cửa lăng xây theo lối mái giả, các mặt trang trí một cách đơn giản bằng kiểu ô lòng giếng. Mặt sau của cả hai vòng thành đều xây bình phong cao lên. Mặt nền trong lăng được tráng bằng vôi vữa.

## Lịch sử
Ngày 21 tháng 3 (âm lịch), (không rõ năm, khoảng thập niên 1680), Thứ phi Tống thị qua đời, được an táng tại lăng Quang Hưng (nay thuộc xã Hương Thọ, thị xã Hương Trà, Huế).  Năm Giáp Tý (1744), Vũ vương Nguyễn Phúc Khoát dâng thụy hiệu là Từ Tiên Huệ Thánh Trinh Thuận Tĩnh phi.
Lăng mộ bà bị đào phá vào thời Tây Sơn và xây lại vào thời Gia Long vào năm 1808. 
Năm Gia Long thứ 5 (1806), vua truy tôn cho bà làm Từ Tiên Huệ Thánh Trinh Thuận Tĩnh Nhân Hiếu Triết Hoàng hậu, phối thờ cùng Thái Tông Nguyễn Phúc Tần tại Thái Miếu, ở án thứ hai bên trái, cùng với bà chánh thất là Từ Mẫn Hiếu Triết hoàng hậu Chu Thị Viên.
Lăng của bà bị kẻ gian đào trộm ngày  25 tháng 1 năm 1990.